# Victor Anichebe
Victor Chinedu Anichebe (født 23. april 1988 i Lagos, Nigeria) er en nigeriansk fodboldspiller (angriber). Han har gennem karrieren spillet for blandt andet Everton og Sunderland i England. 

## Landshold
Anichebe står (pr. april 2018) noteret for 11 kampe og én scoring for Nigerias landshold, som han debuterede for den 26. marts 2008 i et opgør mod Sydafrika. Han var efterfølgende en del af den nigerianske trup til OL i Beijing samme år.